# Zzyzzyxx
Zzyzzyxx è un videogioco arcade sviluppato nel 1982 da Advanced Microcomputer Systems e pubblicato da Cinematronics. Nel 1983 è stato distribuito un clone denominato Brix.

## Modalità di gioco
Il videogioco mescola elementi di Frogger e Pac-Man. Il protagonista, Zzyzzyxx, deve raggiungere la fidanzata Lola dall'altro lato dello schermo, raccogliendo un certo numero di oggetti. Oltre a numerosi ostacoli, ogni livello presenta tre nemici, Boris, Bluto e Smoot, che tenteranno di impedire a Zzyzzyxx di completare il labirinto.